# Tony Allen
Tony Allen (francès: Tony Oladipo Allen)  (Lagos, 20 de juliol de 1940 - 15è districte de París i París, 30 d'abril de 2020) fou un músic nigerià, creador juntament amb Fela Kuti de l'afrobeat i és considerat un dels millors bateries del món. Va ser protagonista d'aquest estil musical. Va ser el mític director musical durant la dècada dels setanta del grup de Fela Kuti i se li atribueix la invenció de l'afrobeat, la mescla de la tradició musical yoruba i africana amb el jazz i el funk. Mai va deixar d'experimentar, fusionant afrobeat amb dub, electrònica, hip-hop o estils de ball.
El 2011 va participar en el festival Blues & Ritmes de Badalona.
Va morir a París als 79 anys d'un aneurisma aòrtic abdominal.